# Wilma Rivera
Wilma Cespedes-Rivera ist eine puerto-ricanisch-kubanische Schauspielerin, Synchronsprecherin und Filmschaffende.

## Leben
Rivera wuchs bilingual mit Englisch und Spanisch an der Ostküste der USA auf. Sie erwarb ihren Bachelor of Arts-Abschluss am Muhlenberg College in den Fächern Theaterwissenschaften und Spanisch. Ihr Filmschauspieldebüt gab sie 2010 in einer Nebenrolle im Blockbuster Knight and Day. Nach Rollen in Miniserien und Kurzfilmen spielte sie 2013 im Fernsehfilm Amateur Roommates und im Spielfilm Pearl: The Assassin mit. 2016 stellte sie in acht Episoden der Fernsehserie Room for 3 die Rolle der Sorella dar. 2018 fungierte sie an der Fernsehserie The Elevator als Schauspielerin, Drehbuchautorin und Produzentin. Im selben Jahr produzierte sie den Kurzfilm Lucid. Größere Rollen mimte sie 2019 in den Filmproduktionen Such a Funny Life und Ana Adore. 2023 war sie in der Fernsehserie Silent Hill: Ascension als Synchronsprecherin zu hören. Im selben Jahr stellte sie die Rolle der Sergeant Sanchez im Katastrophenfilm World Invasion: Alien Attack dar.
Als Bühnendarstellerin war sie unter anderen im Stück Real Women Have Curves am The Depot Theater sowie im Stück The Half Light am Muhlenberg Summer Music Theater zu sehen.

## Filmografie (Auswahl)

### Schauspiel
- 2010: Girls Night: The Musical (Kurzfilm)
- 2010: Knight and Day
- 2012: Pigskins (Kurzfilm)
- 2012: Fowl Play (Miniserie)
- 2013: The Homeless and the Hopeless (Kurzfilm)
- 2013: Amateur Roommates (Fernsehfilm)
- 2013: Pearl: The Assassin
- 2016: Room for 3 (Fernsehserie, 8 Episoden)
- 2017: Jumbie (Kurzfilm)
- 2017: Inveigh (Kurzfilm)
- 2018: The Elevator (Fernsehserie, Episode 1x08)
- 2019: Such a Funny Life
- 2019: Linea De Sangre
- 2019: Ana Adore
- 2021: Law & Order: Organized Crime (Fernsehserie, Episode 1x01)
- 2023: Dead Ringers – Die Unzertrennlichen (Dead Ringers, Miniserie, Episode 1x06)
- 2023: World Invasion: Alien Attack (Alien Apocalypse)
- 2024: A Son’s Wedding (Kurzfilm)

### Filmschaffende
- 2018: The Elevator (Fernsehserie; Drehbuch, 3 Episoden; Produktion)
- 2018: Lucid (Kurzfilm; Produktion)

### Synchronisationen
- 2023: Silent Hill: Ascension (Fernsehserie)

## Theater (Auswahl)
- The Lepers, Regie: Matthew Penn
- Katie, Regie: Penny Templeton
- Tennesse on Hudson, Regie: Salvatore Inzerillo
- The Vagina Monologues, Regie: Dana Ianuzzi
- PunchDrunk Theater Co. Regie: Kath Duggan und Hector Harkness
- Girls Night: The Musical
- Girl Talk: The Musical
- Duck Rape: A Romantic Comedy, Under St. Marks Theater
- The Half Light, Portland Stage Company
- In The Heights, Muhlenberg Summer Music Theater
- Boeing-Boeing, The Depot Theater
- Catecismo De Noche, Centro De Bellas Artes
- Real Women Have Curves, The Depot Theater
- Twelfth Night, Muhlenberg College